# 魯達克
52°10′32″N 33°59′18″E / 52.17556°N 33.98833°E
魯達克（烏克蘭語：Рудак）是位於烏克蘭東北部的鄉村居民點，由蘇梅州紹斯特卡區的中布達市鎮負責管轄。該鄉距離索羅基內1公里、中布達和斯維爾德洛韋1.5公里，海拔高度192米，2001年人口48。